# Circonscription de Gendeberet Kachisa
La circonscription de Gendeberet Kachisa est une des 177 circonscriptions législatives de l'État fédéré Oromia, elle se situe dans la Zone Ouest Shoa. Son représentant actuel est Motuma Meqasa Zeru.